# Kevin Ayers
Kevin Ayers (Herne Bay, Kent, 1944. augusztus 16. – Montolieu, 2013. február 18.) brit zenész, dalszerző, és énekes. 

## Pályafutása
1966-tól a Soft Machine együttes alapító tagja. 1968-tól szólókarrierbe kezdett. Együttműködött a következő zenészekkel: Brian Eno, Syd Barrett, John Cale, Elton John, Robert Wyatt, Andy Summers, Mike Oldfield és mások.
2013. február 18.-án 68 éves korában hunyt el.

## Lemezei
- The Soft Machine (The Soft Machine), 1968
- Joy of a Toy, 1969
- Shooting at the Moon (Kevin Ayers & The Whole World), 1970
- Whatevershebringswesing (Kevin Ayers & The Whole World), 1971
- Bananamour, 1973
- Lady June's Linguistic Leprosy (Lady June, Brian Eno), 1974
- The Confessions of Dr. Dream and Other Stories, 1974
- June 1, 1974 (Nico, John Cale, Brian Eno), 1974
- Sweet Deceiver, 1975
- Yes We Have No Mañanas (So Get Your Mañanas Today), 1976
- Rainbow Takeaway, 1978
- That's What You Get Babe, 1980
- Diamond Jack and the Queen of Pain, 1983
- Deia…Vu, 1984
- As Close As You Think, 1986
- Falling Up, 1988
- Still Life with Guitar, 1992
- The Unfairground, 2007